# Academia de Infantería de Toledo
La Academia de Infantería (ACINF) es un centro de formación militar del Ejército de Tierra español situado en la localidad de Toledo. El centro se encarga de ofrecer formación básica, especialización y formación de oficiales y suboficiales del Arma de Infantería.

## Historia
La academia fue creada con el nombre de Colegio de Infantería en Toledo en 1850. El 17 de octubre de 1875, tras haber sido trasladada temporalmente a Madrid, se instaló en el Alcázar de Toledo. Desapareció en 1882 al ser absorbida por la recién creada Academia General Militar, pero volvió a constituirse como Academia de Infantería cuando la Academia General Militar fue disuelta en 1893.
Entre los alumnos más destacados de la Academia de Infantería durante los primeros años del siglo XX, etapa en la que era coronel director José Villalba Riquelme, se encuentran los que serían los máximos jefes militares de los ejércitos enfrentados en la guerra civil española: Francisco Franco, Generalísimo del Ejército franquista y Vicente Rojo Lluch, Jefe del Estado Mayor Central del Ejército Popular de la República.
Tras la creación de la Academia General Militar en 1927, la Academia de Infantería se convierte en Academia de Aplicación de Infantería. Disuelta la Academia General Militar en 1931, la Academia de Infantería se fusiona con las Academia de Caballería de Valladolid y de Intendencia, situación que se mantendrá hasta el inicio de la guerra civil española en el año 1936.
Destruido el Alcázar, sede de la academia, en el inicio de la Guerra Civil, la formación de oficiales, en ambos ejércitos contendientes, reviste distintas orientaciones, instaurando las fuerzas franquistas las Escuelas de Alféreces Provisionales y, posteriormente, las Academias de Transformación, en las que se lleva a cabo, durante los tres años de duración de la contienda, la formación de los oficiales.
En octubre de 1939, terminada la Guerra Civil, la Dirección General de Reclutamiento y Enseñanza Militar restablece las Academias especiales de las Armas. El primer director en la nueva etapa sería el Coronel de Infantería habilitado Santiago Amado Lóriga. La construcción del actual edificio de la Academia se llevó a cabo por presos republicanos usados como fuerza de trabajo.
En 1974 la Academia se fusionó con la Escuela de Aplicación y Tiro de Infantería, que tenía su sede en Madrid, al igual que lo hicieran las demás Academias de las armas con las respectivas Escuelas de Aplicación.

## Sede
La sede histórica del Alcázar de Toledo ya había sufrido un incendio en 1887 y resultó completamente destruida durante el asedio ocurrido durante la Guerra Civil.
Al acabar la guerra, la Academia de Infantería estuvo instalada provisionalmente en Zaragoza, en el edificio de la Academia General Militar, y en Guadalajara, en la sede del colegio de las Adoratrices. A partir del curso 1948–1949 regresó a Toledo, a un edificio de nueva construcción, obra de los ingenieros militares teniente coronel Manuel Carrasco Cadenas, teniente coronel Arturo Ureña Escario y teniente coronel Julio Hernández García. En su construcción, que duró seis años, participaron trabajadores forzados dependientes del Patronato para la Redención de Penas por el Trabajo. El edificio, de estilo neorrenacentista y neoherreriano, armoniza bien con el Alcázar, situado justo en frente.

## Divisas de los alumnos
| España                                    |                              |                                   |                                    |  |  |  |  |  |  |
| Caballero/dama alférez cadete (5.º curso) | Sargento alumno (3.er curso) | Caballero/dama alumno (2.º curso) | Caballero/dama alumno (1.er curso) |  |  |  |  |  |  |
|                                           |                              |                                   |                                    |  |  |  |  |  |  |

## Directores
Durante su historia ha tenido los siguientes directores:

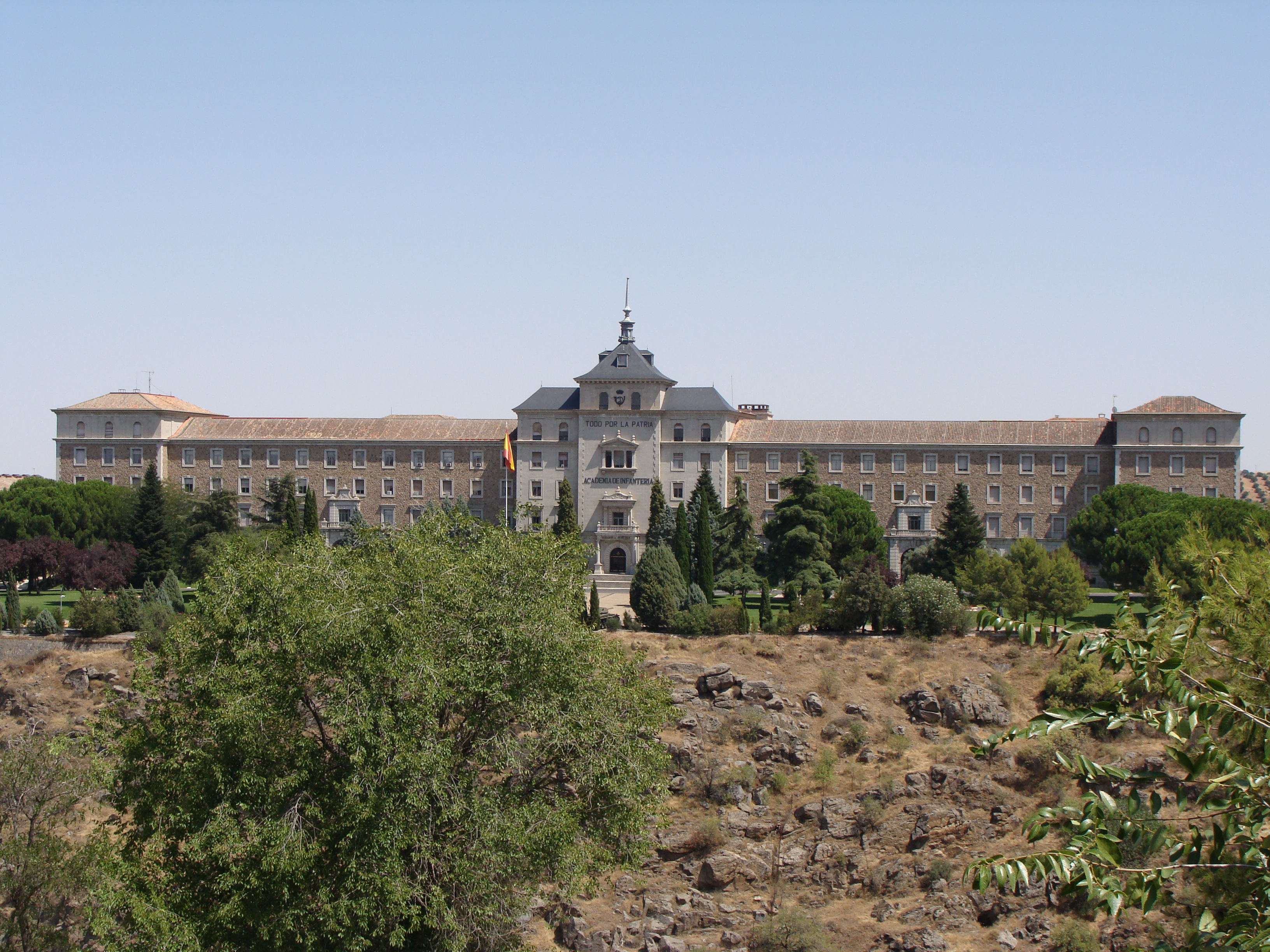
Fachada principal de la Academia de Infantería de Toledo.

### Colegio de Infantería
- Brigadier Antonio Sánchez Osorio (1850-1854)
- Brigadier Carlos Bayer y Asarau (1854-1858)
- Brigadier Ángel de Losada y Litta (1858-1862)
- Coronel Vicente Revest y Requena (1862-1864)
- Coronel José Santa Pau y Bayona (1864)
- Coronel Ángel Cos-Gayón y Pons (1864-1866)
- Coronel Manuel Pereyra y Abascal (1866-1867)
- Coronel Juan Burriel y Linch (1867-1868)
- Coronel Mariano Salcedo y Fernández (1868-1869)

### Academia de Infantería, primera época
- Coronel José de Olañeta y Boves (1874)
- Brigadier José Claver y Sola (1874-1875)
- Brigadier José de la Iglesia y Tompes (1875-1876)
- Coronel Alejandro Lozano y Ascarza (1876)
- Coronel Alejandro de Benito y Álvarez (1876-1883)

### Academia de Infantería, segunda época

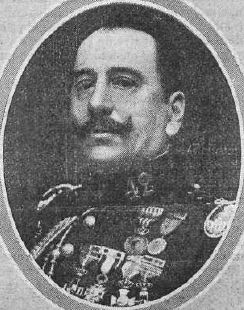
Enrique Marzo dirigió la academia durante cuatro años.

- Coronel Juan Ostenero y Velasco (1893-1901)
- Coronel Darío Díez Vicario (1901-1903)
- Coronel Niceto Mayoral Zaldívar (1903-1904)
- Coronel Juan San Pedro y Cea (1904-1908)
- Coronel Luis Fridrich Domec (1908-1909)
- Coronel José Villalba Riquelme (1909-1912)
- Coronel Severiano Martínez Anido (1912-1914)
- Coronel Enrique Marzo Balaguer (1914-1918)
- Coronel Germán Gil y Yuste (1918-1921)
- Coronel Antonio Losada Ortega (1921-1923)
- Coronel Eugenio Pérez de Lerma y Guasp (1923-1927)
- Coronel Carlos Guerra Zagala (1927-1928)
- Teniente coronel Rafael González Gómez (1928-1929)
- Comandante Enrique Fernández Fernández (1929)
- Coronel Mariano Gamir Ulibarri (1929-1931)

### Academia de Infantería, Caballería e Intendencia

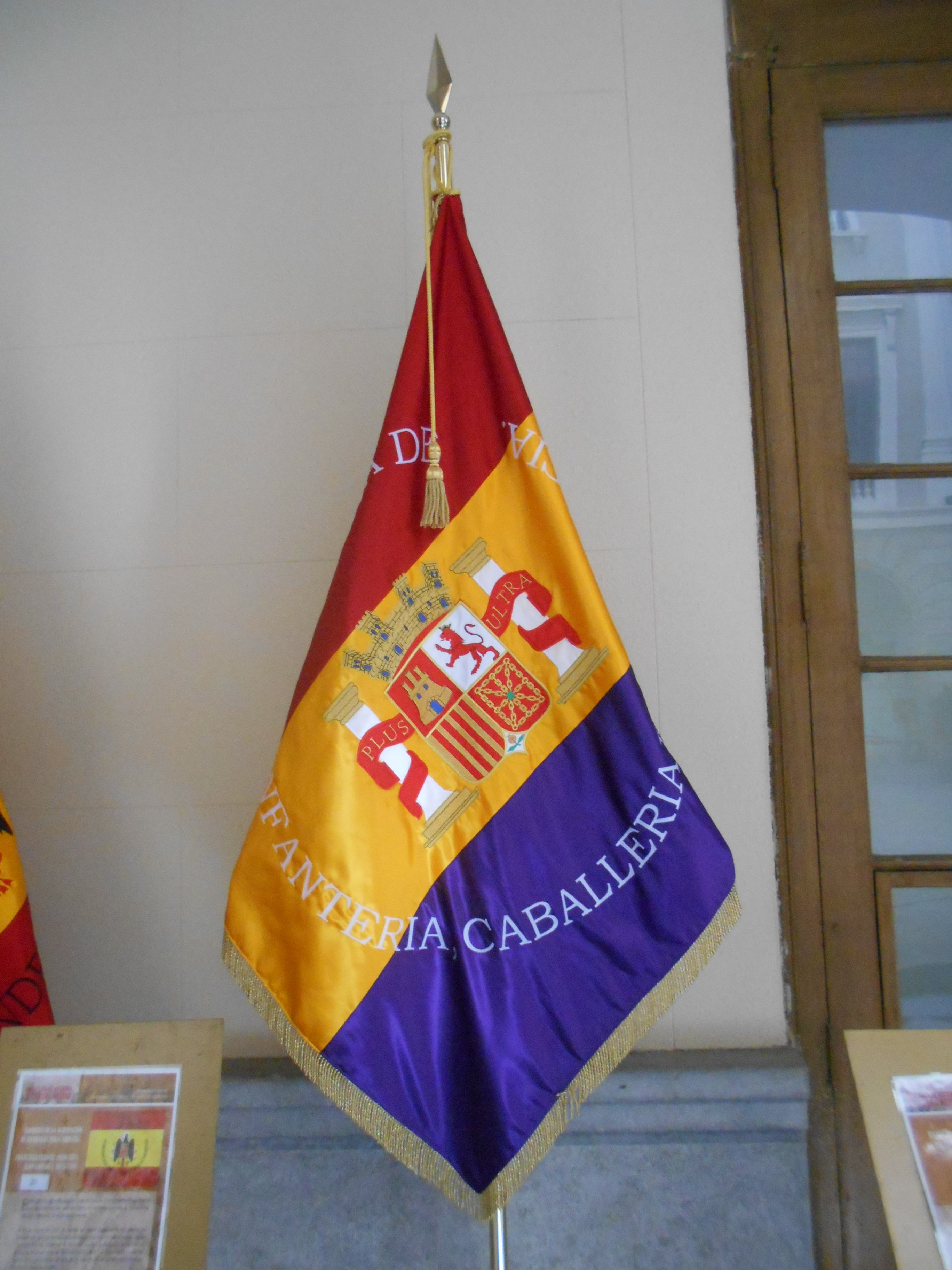
«Bandera de la Academia de Infantería, Caballería e Intendencia. II República, 1931-1939». Instituto de Historia y Cultura Militar. En el Centro de Historia y Cultura Militar Pirenaico (Sala Histórica del Acuartelamiento Gobierno Militar de Barcelona).

- Coronel Mariano Gamir Ulibarri (1931-1933)
- Teniente coronel (a partir de marzo de 1935, Coronel) José Abeilhe Rodríguez-Fito (1933-1936)

### Academia de Transformación de Infantería
- Coronel Santiago Amado Lóriga (1939-1943)

### Academia de Infantería, tercera época
- Coronel Amador Regalado Rodríguez (1943-1948)
- Coronel Manuel Medina Santamaría (1948-1952)
- Coronel José Otaolaurruchi Tobía (1952-1956)
- Coronel Joaquín Agulla Jiménez-Coronado (1956-1959)
- Coronel Diego Mayoral Massot (1959-1962)
- Coronel Mateo Prada Canillas (1962-1965)
- Coronel Manuel de Lara del Cid (1965-1969)
- Coronel Marcelo Aramendi García (1969-1974)
- General de Brigada Luis Álvarez Rodríguez (1974-1976)
- General de Brigada Bienvenido Barrios Rueda (1976-1978)
- General de Brigada Eduardo Bayo Hoya (1978-1981)
- General de Brigada Francisco Vidal Garau (1981-1982)
- General de Brigada José Gastón Molina (1982-1984)
- General de Brigada Ramón Porgueres Hernández (1984-1986)

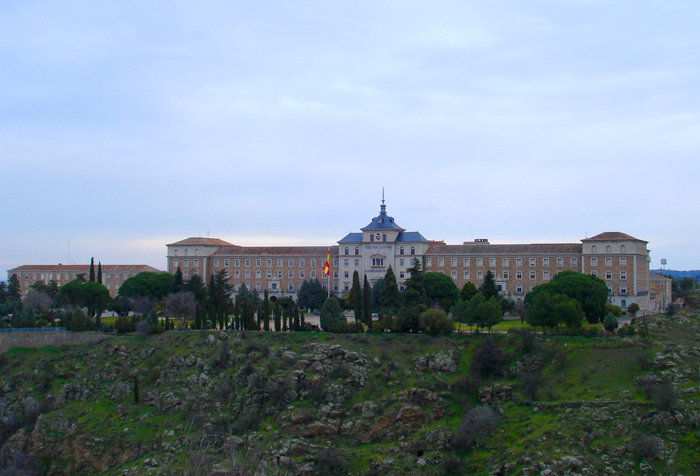
Fachada principal de la Academia de Infantería de Toledo.

- General de Brigada Fernando Martínez Valín (1986-1988)
- General de Brigada Máximo de Miguel Page (1988-1990)
- General de Brigada Juan Manuel Bada Requena (1990-1993)
- General de Brigada Rafael de Valenzuela Teresa (1993-1996)
- General de Brigada Luis Alejandre Sintes (1996-1997)

- General de Brigada Fernando López de Olmedo y Gómez (1997-1998)
- General de Brigada Ignacio Romay Custodio (1998-2001)
- General de Brigada José Ángel Armada Sarriá (2001-2002)
- General de Brigada Juan Miguel Mateo Castañeyra (2002-2005)
- General de Brigada César Muro Benayas (2005-2008)
- General de Brigada Adolfo Orozco López (2008-2011)
- Coronel/General de Brigada Fernando Aznar Ladrón de Guevara (2011-2014)
- Coronel Luis Manuel Candal Añón (2014-2016)
- Coronel Javier Marcos Izquierdo (2016-2019)
- Coronel Antonio Armada Vázquez (2019-2022)
- Coronel Álvaro Díaz Fernández (desde 2022)